# グリーン・デイ
グリーン・デイ（英: Green Day）は、アメリカ合衆国カリフォルニア州バークレー出身のパンク・ロックバンド。1987年結成。

## 概要
※出典
1987年、カリフォルニア州バークレーにて結成。1990年にレコードデビュー、1994年にメジャーデビュー。
3rdアルバム『ドゥーキー』は全世界で2,000万枚、全米では1,000万枚以上の売上を記録し、ダイヤモンド・ディスクを達成。2004年、アルバム『アメリカン・イディオット』を発表し、全米で800万枚以上を売り上げ、2005年の第47回グラミー賞で、パンクロックバンドとして史上初となる「最優秀ロック・アルバム賞」を受賞。
全世界累計セールスは7,500万枚以上。累計再生回数は100億回を誇る。
グラミー賞を5度受賞。
2015年にロックの殿堂入りを果たした。
2025年にハリウッド・ウォーク・オブ・フェームに2810番目の星として表彰される。

## 来歴

### 結成〜1990年代
- 1987年、互いに親友だったビリーやマイクらが、グリーン・デイの母体となるスウィート・チルドレン（Sweet Children）を結成する。[注釈 1]
- 1988年、オリジナルドラマーのラージ・パンジャビの後任としてジョン・キフメイヤーが加入した。またこの頃、オリジナルベーシストのショーン・ヒューズがバンドを脱退し、マイクはギターからベースに転向した。
- 1989年、「グリーン・デイ」と改名し、ルックアウト・レコーズと契約する。
- 1990年、1stアルバム『1,039/スムーズド・アウト・スラッピー・アワーズ』でレコードデビューを果たす。当時から既に独自の音楽スタイルを確立しており、それを徐々に変化させながら活動していくことになる。しかし、音楽性の相違や学業への専念を理由にジョンがバンドを脱退する。
- 1991年、バンドのメンバーとして定着することになるトレが加わる。
- 1992年、2ndアルバム『カープランク』を発表する。
- 1993年、メジャーレーベル、リプリーズ・レコードに移籍する。
- 1994年、3rdアルバム『ドゥーキー』でメジャーデビューを果たす。『ドゥーキー』からの1stシングル「ロングヴュー」や3rdシングル「バスケット・ケース」などがモダン・ロックチャートで1位に輝き、これらはライヴでも定番の代表曲となる。ウッドストック94にも出演。演奏中に観客に泥を投げ込まれたりステージに多くの観客が乱入、最後の曲は途中から観客との泥の投げ合いとなる。
- 1995年、『ドゥーキー』はロングヒットし（後に全米でダイヤモンドディスクを獲得）、日本などの外国でもその名を知られるようになる。さらに、グラミー賞でも数部門にノミネートされ、「最優秀オルタナティブ・グループ」を受賞する。『ドゥーキー』の大ヒットの勢いに乗って4thアルバム『インソムニアック』を発表、前作と同じく全米2位。
- 1996年、初の来日公演を果たす。
- 1997年、第1回フジロック・フェスティバル（山梨県富士天神山スキー場で開催）に参加するため、再来日するが、出演予定だった2日目（7月27日）の公演が台風接近で中止になる。怒ったメンバーはエアガンで宿泊していたホテルの部屋を破壊した[13]。
- 1997年 - 2000年、徐々に発表速度を落としながら、5thアルバム『ニムロッド』（1997年）、6thアルバム『ウォーニング』（2000年）を発表する。この頃からパンクからロックンロールへの曲調の変化が見られ、バンドはポップなロックを追求していく。

### 2000年代
- 2001年 - 2002年、ベスト・アルバム『インターナショナル・スーパーヒッツ! 』（2001年）や、シングルのB面の曲などを集めた『シェナニガンズ〜スーパー・ウラ・ベスト!』（2002年）を発表し、活動に一段落をつける。
- 2003年、完成直前だったアルバム『シガレット・アンド・ヴァレンタイン』のマスターテープがスタジオから何者かに盗まれる。バンドは同作の再録音は行なわず、『アメリカン・イディオット』の制作に着手した[14]。犯人は不明のまま。
- 2004年、NOFX主宰の反戦オムニバス『Rock Against Bush』に参加（NOFXが発売した結成20周年DVDにビリーが「NOFX？嫌い、嫌いだよ。」とメッセージを添えている）。7thアルバム『アメリカン・イディオット』を発表。これが米英1位を記録する。売り上げ記録は総計約1500万枚である。このアルバムはイラク戦争を起こしたブッシュ大統領、それを許したアメリカへの痛烈な批判も込められている。
- 2005年、アルバム『アメリカン・イディオット』でグラミー賞の「最優秀ロック・アルバム賞」を受賞する。このアルバムから「アメリカン・イディオット 」や「ブールヴァード・オブ・ブロークン・ドリームス」､「ホリデイ」、「ウェイク・ミー・アップ・ホウェン・セプテンバー・エンズ」等の大ヒットシングルが生まれるが、これらの売上金をインド洋大津波の被災地に寄付することにする。また、ツアー中にもかかわらず、ミュージシャン達による様々なボランティア活動に参加している。ミニライヴ・アルバム「爆発ライヴ」シリーズ以外では初のフルライヴ・アルバム『ブレット・イン・ア・バイブル』を発表。
- 2006年、シングル「ブールヴァード・オブ・ブロークン・ドリームス」でグラミー賞の「最優秀レコード賞」を受賞する。
- 同年、ハリケーン・カトリーナの被害者支援の一環として、U2とのコラボで「セインツ・アー・カミング」（ザ・スキッズのカバー）をリリース。英チャートで2位を記録した。
- 2007年、ジョン・レノントリビュートアルバム『Instant Karma: The Campaign to Save Darfur』のため、「労働階級の英雄」をカバー。6月12日に発売された。
- 同年、ザ・シンプソンズのサウンドトラックのアルバムをリリース（米国のみ）。また、同年公開の『ザ・シンプソンズ MOVIE』でのカメオ出演も実現（スプリングフィールドにてライブをし、一旦メンバーが環境問題を話題に出したところ、ライブ客達から抗議を受け、メンバー全員がステージごと沈没するという内容である）。
- 2009年、8thアルバム『21世紀のブレイクダウン』が5月15日に全世界同時発売された。本作は、三部構成のコンセプト・アルバムで、その制作にはニルヴァーナの『ネヴァーマインド』を手がけたブッチ・ヴィグがプロデューサーとして迎えられている。

### 2010年代
- 2010年、アルバム『21世紀のブレイクダウン』でグラミー賞の「最優秀ロック・アルバム賞」を受賞する。
- 同年4月、『アメリカン・イディオット』や『21世紀のブレイクダウン』の楽曲を中心とするミュージカル『アメリカン・イディオット 』がニューヨークの劇場街、ブロードウェイにて上演された。また、同年6月にはミュージカルのサウンドトラックアルバム「アメリカン・イディオット（ブロードウェイ・ミュージカル・キャスト・ヴァージョン）」も発売された。
- 2011年、2枚目となるフルライヴ・アルバム『最強ライヴ!』を発売。DVDにはさいたまスーパーアリーナでのライヴ映像が収録されている。また、2003年に何者かに盗まれ日の目を見ることができなかったアルバムからのタイトル曲「Cigarettes And Valentines」が、盗難事件後初めてライヴ音源として収録された。
- 2012年、9th『ウノ!』（2012年9月26日発売）、10th『ドス!』（2012年11月14日発売）、11th『トレ!』（2012年12月12日（2013年1月16日から前倒し）発売）からなるアルバム3部作品を続けてリリースすることを発表した。アルバムジャケットにはそれぞれ順に、ビリー、マイク、トレ（全員目の部分に×印）が描かれている。
- 2013年、2014年にオーストラリアで開催されるサウンドウェーブ・フェスティバルツアー終了後に、バンドとしての活動を一時休止することを発表した。
- 同年、『クアトロ!～ザ・メイキング・オブ・ウノ!、ドス!、トレ!～』をリリース。
- 2014年、コンピレーション・アルバムの『デモリシャス』を同年4月19日にリリースすることを発表。このアルバムには9th『ウノ!』、10th『ドス!』、11th『トレ!』レコーディング時のデモ音源や未公開トラックが収録された。
- 同年12月、ロックの殿堂入りを果たした。
- 2015年、公式サイトにて、同年4月16日にHOUSE OF BLUES IN CLEVELANDでライブを開催するという発表がされた（発表されたのが4月1日であったため、アナウンスの文末に「*THIS IS NOT AN APRIL FOOLS' DAY JOKE(これはエイプリルフールの冗談ではない)」と注意書きが書かれている）。
- 同年12月24日、グリーン・デイの公式YouTubeにてクリスマスに向けて「Xmas Time Of The Year」を公開した[15]。
- 2016年、ビリーのInstagramでレコーディングする様子が投稿され、その後同年8月に新曲「Bang Bang」および同曲をファースト・シングルとする、前作（2012年の11th『トレ!』）から4年ぶり12枚目のアルバム『レボリューション・レディオ』を発表した。同アルバムは同年10月に日本も含めた全世界同時リリースされた。

### 2020年代
- 2020年2月7日、3年ぶり13枚目のアルバム『ファザー・オブ・オール…』を世界同時発売した。
- 2024年1月19日、4年ぶり14枚目のアルバム『セーヴィアーズ』を日本も含めた世界同時発売した。
- 2025年5月1日、ハリウッド・ウォーク・オブ・フェームに2810番の星として表彰される。

## サウンド
バンドのサウンドは、ラモーンズやザ・クラッシュ、セックス・ピストルズなどと比べられることが多い。
『アメリカン・イディオット』絡みでは、「ブールヴァード・オブ・ブロークン・ドリームス」のアレンジが、オアシスのヒット曲である「ワンダーウォール」と酷似しているとノエル・ギャラガーから強い抗議を受けている。この抗議に対して、グリーン・デイサイドからのアナウンスはされていない。

## 訴訟
2006年、雑貨店経営の男に「アメリカン・イディオット」は自分が高校時代に作曲したものであると訴えられた。内容は「高校時代自分が作った曲を悪意のある同級生が盗み聞きし、10年以上たって、ビリーに渡り、取引をした」という主張で証拠もほとんどなかった。当然、裁判所はこれを棄却。男は新たな証拠を探し、また訴えるという。

## その他
- ビリーもマイクもドラムの演奏が出来、その動画がYouTubeで公開されている[要出典]。
- 2013年のヴードゥー・エクスピリエンスに出演予定だったが、ビリーがアルコールと薬物依存のためリハビリ施設に入院、代役をメタリカが務めた。その当日のライブで、ジェイムズ・ヘットフィールドが「俺達はグリーン･デイだぜ……ちょっと背が高いけど」とおどけた。後半は「これはビリーに捧げるよ」と、メタリカの代表曲「バッテリー」を披露。アンコールでは「みんなグリーン・デイが現れないかって期待してるんだろ?」と呼びかけ、「俺だってそうだよ。連中は今助けを受けてるところだから。今いろいろ整理してるところなんだよ。世の中のみんながあいつらを必要としてるんだからさ」と胸の内を明かした。自身の歌を演奏する前に「アメリカン･イディオット」を披露し、観客による大合唱が起こったが、ジェイムズは「俺達にはこの曲はできないよ」と演奏をやめた[19]。

## メンバー

### 現在のメンバー
- ビリー・ジョー・アームストロング (Billie Joe Armstrong, 1972年2月17日（53歳） - ) - ボーカル、ギター、ピアノ　身長170cm。
ライヴでは、観客にギターを演奏させたり、演奏した人にギターをプレゼントしたりするなどのファンサービスが恒例となっている。2児の父。
- マイク・ダーント (Mike Dirnt, 1972年5月4日（53歳） - ) - ベース、コーラス　身長178cm。
本名は、マイケル・ライアン・プリチャード(Michael Ryan Pritchard)。ダーントは、ニックネーム。ビリーとは幼馴染み。結成当時はギターを担当していた。California Music Awardsなど数々の音楽賞で「最優秀ベーシスト」に輝いている。
- トレ・クール (Tré Cool, 1972年12月9日（52歳） - ) - ドラムス　身長168cm。
本名は、フランク・エドウィン・ライト3世(Frank Edwin Wright III)。1991年に加入。マイク同様、California Music Awardsなど数々の音楽賞で「最優秀ドラマー」に輝いている。またギターも演奏できるので、ライヴなどでは時々ギターソロを弾く。その際、ビリーがドラムを叩く。

### サポートメンバー
2016年時点で下記の3人が、バンドのライヴにサポートメンバーおよびツアーミュージシャンとして参加している。
- ジェイソン・ホワイト (Jason White, 1973年11月11日（51歳） - ) - ギター、コーラス
1995年の「When I Come Around」のPVに友情出演。1999年からサポートメンバー・ツアーギタリストとして加わって以降、バンドと10年以上ものキャリアを築き上げてきたこともあり、2012年に4人目の正式メンバーとなったことが発表されたが、2016年以降は、再びサポートメンバーとしてツアーに参加。
- ジェイソン・フリース (Jason Freese, 1975年1月12日（50歳） - ) - キーボード、ピアノ、ギター、トロンボーン、サックス、アコーディオン、コーラス　2004年のAmerican Idiotツアーから参加。
- ジェフ・マティカ (Jeff Matika) - ギター、コーラス　2009年の21st Century Breakdownツアーから参加。

## ディスコグラフィ

### スタジオ・アルバム
- 1990年 - 1st『39/スムーズ(39/Smooth)』
世界総売り上げ100万枚
- 1992年 - 2nd『カープランク」(Kerplunk!)』
プラチナム獲得(US)、世界総売り上げ200万枚
- 1994年 - 3rd（メジャーデビューアルバム）『ドゥーキー(Dookie)』
全米最高2位、ダイアモンド獲得(US)、世界総売り上げ2,000万枚
- 1995年 - 4th『インソムニアック(Insomniac)』
全米最高2位、2xプラチナム獲得(US)、世界総売り上げ600万枚
- 1997年 - 5th『ニムロッド(Nimrod)』
全米最高10位、2xプラチナム獲得(US)、世界総売り上げ600万枚
- 2000年 - 6th『ウォーニング(Warning)』
全米最高4位、ゴールド獲得(US)、世界総売り上げ500万枚
- 2004年 - 7th『アメリカン・イディオット(American Idiot)』
全米・全英最高1位、5xプラチナム獲得(US)、世界総売り上げ1,400万枚
- 2009年 - 8th『21世紀のブレイクダウン(21st Century Breakdown)』
全米・全英最高1位、世界総売り上げ380万枚
- 2012年 - 9th『ウノ!(¡Uno!)』
全米最高2位、世界総売り上げ105万枚
- 2012年 - 10th『ドス!(¡Dos!)』
全米最高9位
- 2012年 - 11th『トレ!(¡Tré!)』
全米最高13位
- 2016年 - 12th『レボリューション・レディオ(Revolution Radio)』
全米・全英最高1位、世界総売り上げ70万枚
- 2020年 - 13th『ファザー・オブ・オール...(Father of All...)』
全米・全英最高1位
- 2024年 - 14th『セーヴィアーズ(Saviors)』

### ライヴ・アルバム
- 1995年 - 『爆発ライヴ!(Live Tracks)』（日本企画盤）
- 1996年 - 『爆発ライヴ2!〜東京篇(Bowling Bowling Bowling Parking Parking)』（日本企画盤）
- 1997年 - 『爆発ライヴ!+5(Foot In Mouth)』（日本企画盤）
- 2001年 - 『爆発ライヴ3!《日本列島篇》(Tune In, Tokyo...)』（日本企画盤）
- 2005年 - 『ブレット・イン・ア・バイブル(Bullet In A Bible)』
全米最高8位
- 2009年 - 『爆発ライヴ!〜赤坂篇(Last Night On Earth: Live In Tokyo)』（日本企画盤）
- 2011年 - 『最強ライヴ!(Awesome As Fuck)』
シガレット・アンド・ヴァレンタインを初披露。

### コンピレーション・アルバム
- 1990年 - 『1,039/スムーズド・アウト・スラッピー・アワーズ』
1stアルバム『39/スムーズ』に、EP『1,000アワーズ』と『スラッピー』の曲を加え合わせた事実上の編集盤だが、日本など一部の国では1stアルバムとして発売されている。
- 2001年 - ベスト『インターナショナル・スーパーヒッツ! (International Superhits!)』
全米最高40位、プラチナム獲得(US)、世界総売り上げ500万枚
- 2002年 - 裏ベスト『シェナニガンズ〜スーパー・ウラ・ベスト!(Shenanigans)』
全米最高27位、世界総売り上げ300万枚
今までのシングルのB面を集めたもの。
- 2014年 - 未公開トラック集『デモリシャス(Demolicious)』
9th『ウノ!』、10th『ドス!』、11th『トレ!』レコーディング時のデモ音源や未公開トラックを収録。
- 2017年 - ベスト『グレイテスト・ヒッツ:ゴッズ・フェイバリット・バンド(Greatest Hits:God's Favorite Band)』
2nd『カープランク』～　12th 『レボリューション・レディオ』までのヒット曲を収録。

### 映像作品
- 2013年 - 『クアトロ!(¡Cuatro!)』
9th『ウノ!』、10th『ドス!』、11th『トレ!』ができるまでの約1年半の製作過程を撮影したドキュメンタリー作品。米国をはじめとする国々では同年9月24日に発売され、日本では12月11日に日本語字幕入りの国内盤として発売された。

- 2015年 - 『ハート・ライク・ア・ハンド・グレネード(Heart Like A Hand Grenade)』
2004年にリリースされたアルバム『アメリカン・イディオット』の楽曲制作、レコーディング過程を収録したドキュメンタリー映画。2009年にハリウッドでファンの為に一日限定公開された映像であった。2015年にDVD化し発売されることが発表され、DVD化を記念し同年10月15日全米135館で上映された。同年11月3日にDVD化され、翌年の2016年1月20日には日本でも日本語字幕入りの国内盤として発売された。

## 日本公演
- 1996年
1月19日,20日 大阪IMPホール、1月2日 福岡スカラエスパシオ、1月23日,24日 川崎CLUB CITTA'、1月25日 名古屋ダイアモンドホール、1月27日 東京晴海イースト・ホール
- 1997年
7月25日 渋谷CLUB QUATTRO
- 1998年
3月14日,15日 東京ベイNKホール、3月17日,18日 名古屋ダイアモンドホール、3月19日,20日 大阪IMPホール、3月22日,23日　赤坂BLITZ
- 2001年
3月12日 横浜アリーナ、3月13日 Zepp Osaka、3月14日 大阪城ホール、3月16日,17日 Zepp Sendai、3月18日 幕張メッセ、3月19日 SHIBUYA-AX、3月21日 愛知県体育館、3月22日,23日 Zepp Fukuoka
- 2002年
3月29日 北海道立総合体育センター、3月31日 さいたまスーパーアリーナ、4月1日 夢メッセみやぎ、4月3日 名古屋市総合体育館、4月4日 大阪城ホール
- 2004年
8月10日 福岡国際センター
- 2005年
3月17日 大阪城ホール、3月18日 愛知県体育館、3月19日,20日 幕張メッセ、3月22日 月寒グリーンドーム
- 2009年
5月28日 赤坂BLITZ
- 2010年
1月21日 大阪城ホール、1月23日,24日 さいたまスーパーアリーナ、1月25日 名古屋市総合体育館
- 2025年
2月21日 大阪城ホール、2月23日 ポートメッセなごや、2月25日,26日　Kアリーナ横浜